# SMS Breslau
Pour les articles homonymes, voir Breslau (homonymie).
Le SMS Breslau est un croiseur léger de la Marine impériale allemande, appartenant à la classe Magdeburg, mis sur cale en 1910 et lancé le 16 mai 1911. Il est mis par les Allemands au service de l'Empire ottoman sous le nom de Midilli en 1914. Il est coulé par une mine au large d'Imbros en 1918.

## Service
Le navire est construit par le chantier naval de la compagnie AG Vulcan de Stettin et baptisé du nom de la ville de Breslau. Il est lancé le 16 mai 1911 et mis en service le 10 mai 1912 pour des voyages d'essai.

### Avant-guerre
Le croiseur est mis en service d'abord pour escorter le yacht impérial, le SMY Hohenzollern, pour la Semaine de Kiel, puis pour accompagner l'empereur dans sa croisière annuelle des eaux scandinaves, jusqu'au 23 août. Il l'escorte encore pour les grandes manœuvres navales d'automne, puis est affecté le 26 septembre dans les unités d'éclaireurs.
Il reçoit le 3 novembre 1912, pendant la Première Guerre balkanique, l'ordre de mission d'escorter de toute urgence le grand croiseur SMS Goeben vers l'Albanie, où le pouvoir turc est menacé par les forces monténégrines et serbes, ainsi que par le soulèvement des chrétiens locaux. Les navires sont affectés à la nouvelle division de la Méditerranée (Mittelmeerdivision), commandée par le konteradmiral Trummler (de). Wilhelm von Loewenfeld est officier en second et y appelle Karl Dönitz en tant qu'officier de transmissions. Les deux navires quittent Wilhelmshaven le 5 novembre et atteignent Malte le 13 novembre, à une vitesse de croisière de 21,35 nœuds, tandis qu'une flotte internationale envoyée au secours de l'Empire ottoman élabore un blocus des côtes côtes monténégrines. Quatre navires allemands rejoignent alors la division de la Méditerranée : ce sont les SMS Geier (petit croiseur), SMS Hertha, SMS Vineta (croiseurs écoles) et SMS Loreley (de). Le navire amiral met le cap sur Constantinople pour y retrouver le SMS Loreley, puis le SMS Vineta. Le SMS Breslau de son côté se dirige vers Alexandrie, où il est rejoint par le SMS Geier et le SMS Vineta. Ils remontent ensuite la mer Égée, où ils visitent Rhodes, Bodrum et Smyrne, et atteignent enfin Constantinople. Après l'assassinat du roi Georges Ier de Grèce à Salonique, le SMS Breslau se rend à Brindisi le 25 mars 1913 pour prendre à bord le prince Ernest-Auguste de Hanovre (gendre du Kaiser) et ensuite à Corfou pour prendre à bord prince Henri (frère du Kaiser) qui doivent prendre part aux funérailles.
À partir du 10 avril 1913, le SMS Breslau participe au blocus de la côte du royaume du Monténégro en rade d'Antivari, car ce royaume ne veut pas céder le port de Scutari au nouvel état d'Albanie créé avec le soutien allemand et autrichien sur les ruines de la Turquie d'Europe, pour faire pièce aux ambitions territoriales grecques (en Épire), monténégrines (Scutari) et serbes (centre de l'Albanie). Le commandement de la flotte internationale est laissé, selon la tradition navale, à l'amiral britannique, Burney (en), à bord du cuirassé King Edward. Celui-ci nomme le commandant de bord du SMS Breslau, le Korvettenkapitän von Klitzing, gouverneur de la ville de Scutari : il y débarque et s'entoure d'un contingent d'une centaine de marins du SMS Breslau. Le gouvernement allemand envoie un bataillon de fusiliers marins (Seebataillon) à l'automne 1913 pour relever le contingent. Le SMS Breslau quitte Scutari en août pour se rendre à Constantinople, où il mouille, jusqu'au 27 octobre 1913. La division de la Méditerranée est commandée à partir du 23 octobre par le konteradmiral Souchon à bord du SMS Goeben. Le SMS Breslau charbonne ensuite à Port-Saïd, puis il passe les fêtes de fin d'année à Messine pour finalement rallier le port autrichien de Trieste en janvier 1914, où il demeure jusqu'au 18 mars pour une remise en condition.
Il escorte à partir du 27 mars 1914 le SMY Hohenzollern de Venise à Corfou, puis à partir du 4 mai patrouille en mer Égée. Le SMS Goeben et le SMS Breslau sont ensemble à Alexandrie le 5 juin. Ils reçoivent l'ordre de patrouiller au large de l'Albanie, où le prince allemand Guillaume de Wied a été nommé prince-souverain par les puissances. Le croiseur est donc devant Durazzo, la capitale du nouvel État, le 20 juin et, le 30, débarque une dizaine d'hommes pour protéger le consulat allemand des jets de pierre des chrétiens locaux, à la suite de l'attentat de Sarajevo l'archiduc François-Ferdinand. La Hochseeflotte est en état d'alerte depuis l'attentat. Le 8 juillet, le SMS Breslau met le cap sur Corfou avec le SMS Goeben, et le 1er août il reprend à bord le détachement de Durazzo, tandis que le détachement allemand d'infanterie de marine de Scutari et un détachement austrichien, gagnent en une longue marche de 45 km le port albanais de San Giovanni in Medua, où le paquebot autrichien Sophie von Hohenberg doit les embarquer en direction de Castelnuovo en Dalmatie (alors autrichienne).
Le SMS Breslau se dirige, pour sa part, vers Brindisi, où le SMS Goeben doit charbonner. Le jeune lieutenant de vaisseau Karl Dönitz est débarqué avec un groupe d'hommes pour la protection du consul allemand. Ensuite le SMS Breslau se rend à Messine, rejoint par le SMS Goeben, le 2 août. Le jeune Dönitz retrouve alors son navire.

### Première Guerre mondiale

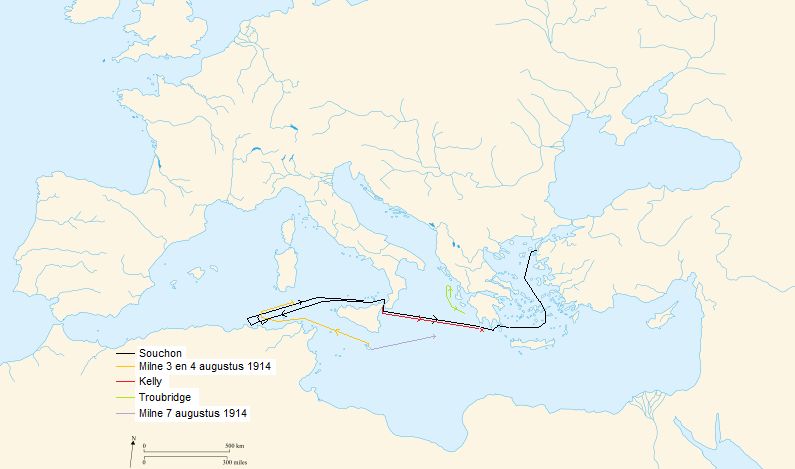
Itinéraire du SMS Breslau vers la Turquie

Les deux navires sont partis de Messine, lorsque la déclaration de guerre est prononcée. Wilhelm Souchon donne l'ordre au SMS Goeben d'effectuer le 4 août un bombardement symbolique de quelques minutes sur le port de Philippeville en Algérie française, et au SMS Breslau de faire de même à Bône. Ces bombardements ont ralenti la venue de troupes françaises en Afrique du Nord, organisée en trois colonnes de la première escadre de navires de ligne, dont les six bateaux de la classe Danton, au départ de Toulon, vers Alger, Oran et Philippeville. Elles sont stoppées à Minorque. Ensuite les deux navires se dirigent à pleine vitesse vers Messine pour charbonner, puis vers Constantinople. Ils sont pris en chasse par la flotte anglaise de la Méditerranée, qu'ils arrivent à semer. La poursuite du Goeben et du Breslau cesse le 10 août, lorsque les deux navires obtiennent l'autorisation des autorités ottomanes de passer les Dardanelles. Officiellement, la Turquie est neutre (la Russie ne lui déclare la guerre que le 2 novembre 1914), mais les Turcs n'ont pas apprécié que deux navires qu'ils avaient commandés en Angleterre aient été réquisitionnés par la Royal Navy. Aussi les navires allemands obtiennent-ils le passage en naviguant désormais sous pavillon turc et en coiffant l'équipage allemand d'un fez, signe d'allégeance au Sultan ottoman. Le SMS Breslau devient donc le Midilli (nom turc de l'île de Lesbos) et le SMS Goeben le Yavuz Sultan Selim. Les navires anglais et français, eux, n'obtiennent pas le droit de passer les Dardanelles.

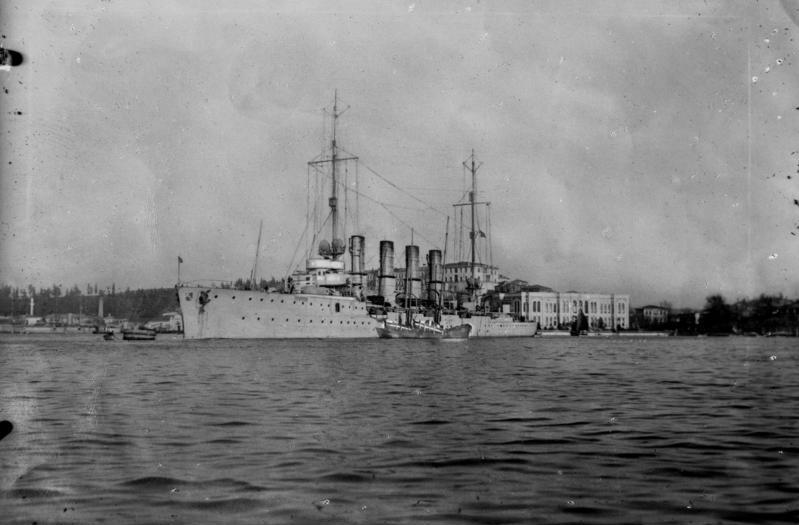
Le croiseur Midilli (ex-Breslau) sous pavillon ottoman devant Constantinople en 1914.

Wilhelm Souchon est nommé commandant en chef de la flotte ottomane, le 23 septembre, et la Turquie ferme les Dardanelles le 27. Désormais les deux bateaux germano-ottomans ne peuvent retourner en arrière en Méditerranée, car le passage est bloqué par la marine alliée. Ils vont donc opérer en mer Noire. La Russie, dont les exportations et les importations par voie de mer passent à 90 % par ce détroit, est économiquement asphyxiée.
Le 29 octobre, l'amiral Wilhelm Souchon fait passer le SMS Goeben et le SMS Breslau, ainsi que des petits navires de guerre turcs, en mer Noire. Les ports russes de Novorossiisk, Sébastopol et Odessa sont bombardés. Sébastopol est bombardée pendant vingt-cinq minutes par les canons du Goeben, mais des obus russes tirés d'un fort tuent quatorze membres de l'équipage, et provoquent d'importants dommages. Le SMS Breslau bombarde quant à lui Novorossiisk avec d'autres navires, où ils coulent quatorze vapeurs ancrés au port, tandis que quarante réservoirs de pétrole prennent feu. La Russie déclare la guerre à la Turquie le 2 novembre, la France et la Grande-Bretagne suivent le 5 novembre après que les cuirassés français Suffren et Vérité aient bombardé, le 3 novembre, les forts des Dardanelles, tandis que la division britannique commandée par l'amiral Carden assurait la surveillance.

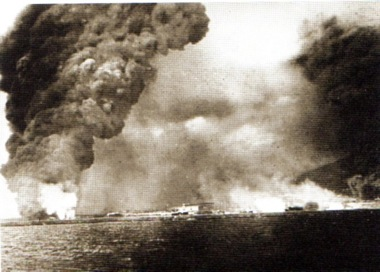
Raid sur Novorossiïsk, 29 octobre 1914.

Le 16 novembre, le SMS Breslau escorte des navires transportant des troupes turques vers le Caucase, après que la flotte russe de la mer Noire ait attaqué des navires de commerce turcs et bombardé Trébizonde. Les Goeben et Breslau se retrouvent nez à nez avec la flotte russe le 18 novembre, sous un épais brouillard. C'est la bataille du cap Sarytch. L’Evstafii est sévèrement touché (trente-trois morts) et le Rostislav endommagé. Le 23 décembre a lieu une nouvelle rencontre du Breslau (qui escorte encore des transports de troupes vers le Caucase) avec l’Oleg de la marine russe qui était destiné au blocus du Bosphore. Il est quatre heures du matin, et le combat s'effectue à la lumière des projecteurs. L’Oleg est coulé, mais l'arrivée du Rostislav oblige le Breslau à fuir. Il poursuit ensuite ses missions de transport de troupes vers Trébizonde et de bombardement des ports russes.
La flotte russe riposte par une grande opération d'envergure dans le Bosphore le 28 mars impliquant cinq cuirassés, plusieurs croiseurs, des bateaux de mines et deux tenders d'aviation, l’Almaz et l’Imperator Nikolaï I, qui peuvent mettre à l'eau quatre hydravions pour le premier et neuf pour le second.
L'amiral Wilhelm Souchon attaque alors Odessa le 3 avril et le Breslau est déployé en soutien au large de Sébastopol. Un croiseur turc, le Medjidieh, est coulé. Le Breslau et le Goeben ont ensuite pour mission de couvrir la retraite des torpilleurs et du croiseur turc rescapé, le Hamidieh. Le Breslau échappe de justesse à une attaque russe et retourne vers le Bosphore.

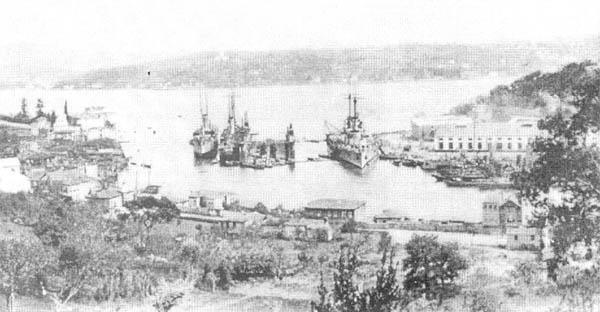
Les Yavuz Sultan Selim (ex-Goeben) et Midilli ancrés dans le Bosphore en 1915.

Le 25 avril, la flotte russe se trouve devant le Bosphore pour soutenir le débarquement franco-anglais de Gallipoli, puis engage ses premiers sous-marins en mer Noire. C'est au cours d'une mission d'escorte que le Breslau est attaqué de nuit, ce qui provoque la perte de plusieurs tués.
Il heurte ensuite une mine le 18 juillet devant le Bosphore et doit se mettre à quai pour réparations pendant de longs mois, tandis que le Goeben est également immobilisé. Les premiers sous-marins allemands commencent à arriver. Le Breslau ne reprend du service que le 27 février 1916, commandé par le capitaine de corvette von Knorr, avec Karl Dönitz comme second. La flotte russe est encore renforcée par l'arrivée d'un nouveau cuirassé dreadnought, l’Impératrice Marie (Imperatritsa Maria) qui peut naviguer à vingt-cinq nœuds, ôtant ainsi au Breslau l'avantage de sa rapidité. Il échappe (encore de justesse) au nouveau cuirassé russe, le 4 avril 1916, après avoir de nouveau escorté des transports de troupes. Il retrouve le cuirassé russe le 28 juillet 1916, alors que le SMS Breslau mettait le cap sur Novorossiisk, pour y poser des mines. Malgré l'utilisation de pots fumigènes, la poursuite risque d'être fatale au navire allemand, mais il parvient à distancer son poursuivant en milieu d'après-midi.
La Roumanie étant entrée en guerre le 27 août 1916 aux côtés de l'Entente, le SMS Breslau met le cap à l'ouest de la mer Noire et bombarde le port de Constanza, puis l'île des Serpents (alors roumaine) détruisant le phare et la citerne, et se présente pour en faire de même devant le port de Sulina, mais là il rencontre le croiseur roumain NMS Elisabeta qui réplique, et, ayant subi des dommages, cingle vers le Bosphore, sans que le NMS Elisabeta, plus petit et plus lent, n'essaie de le rattraper.
Le SMS Breslau est mis à nouveau hors service pour réparations et pour le renforcement de deux canons de 150 mm. Il repart en avril 1917, mais la cessation des hostilités avec la Russie, en pleine révolution, déplace son activité à partir de janvier 1918 en mer Égée, pour soulager le front de Palestine. Le 20 janvier 1918, il donne dans un champ de mines au large d'Imbros (sur la route de Moudros). 330 hommes, dont le commandant de bord, trouvent la mort pendant le naufrage et 133 hommes sont envoyés en captivité en Angleterre. C'est la fin du SMS Breslau.

## Données techniques

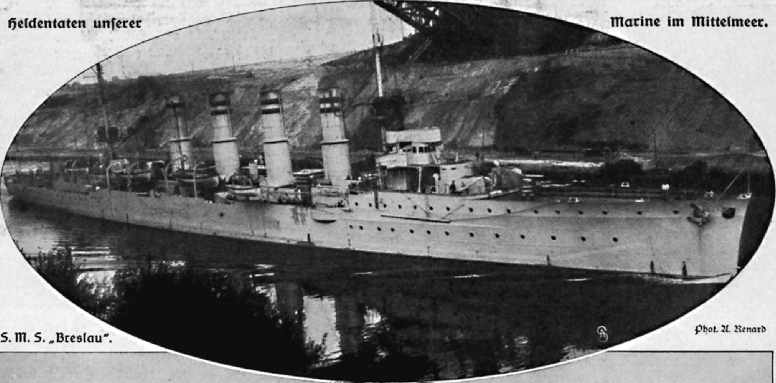
« Notre marine en Méditerranée » : le Breslau photographié pour la presse allemande le 16 août 1914.

- Longueur : 136 m
- Largeur : 14 m
- Tirant d'eau : 5,48 m
- Déplacement : 5 500 tonnes à pleine charge
- Mode de propulsion : à turbines
- Vitesse : 27,6 nœuds
- Blindage : 60 mm
- Armement : 12 × 105 mm
- Équipage : 370 hommes

## Commandants
| Mai 1912 à septembre 1913     | Fregattenkapitän Lebrecht von Klitzing (de)         |
| Mai 1913 à août 1913          | Kapitänleutnant Wilfried von Loewenfeld             |
| Octobre 1913 à janvier 1915   | Fregattenkapitän Paul Kettner                       |
| Janvier à février 1915        | Korvettenkapitän Rudolf Madlung                     |
| Février à août 1915           | Kapitän zur See Leberecht von Klitzing              |
| Septembre 1915 à juillet 1917 | Korvettenkapitän Wolfram von Knorr (de)             |
| Août 1917 à janvier 1918      | Fregattenkapitän / Kapitän zur See Georg von Hippel |

## Source
- (de) Cet article est partiellement ou en totalité issu de l’article de Wikipédia en allemand intitulé « SMS Breslau (1911) » (voir la liste des auteurs).